# Viciria chabanaudi
Viciria chabanaudi là một loài nhện trong họ Salticidae.
Loài này thuộc chi Viciria. Viciria chabanaudi được Jean-Louis Fage miêu tả năm 1923.